# Maria Berényi
Maria Berényi (n. 15 aprilie  1959, Micherechi, Bichiș, Ungaria) este istoric și poetă a comunității românești din Ungaria.

## Biografie
Maria Berényi a obținut licența în filologie la Universitatea „Eötvös Lóránd” din Budapesta, Facultatea de Filologie. În perioada 1983-1993 a colaborat cu Serviciul de presă al minorităților din Ungaria iar din 1993 a fost numită Directoare a Institutului de Cercetări al Românilor din Ungaria, funcție deținută până în prezent.

## Activitate
Maria Berényi a scris poezii în limba română și maghiară ce au fost publicate atât în reviste românești (precum Familia, Arca, Steaua, Poesis) cât și în reviste din Ungaria (Foaia românească, Almanah, Calendarul românesc, manuale românești, Barátság, Napút, Polisz). De asemenea, a organizat 22 de simpozioane internaționale cu participanți din Ungaria, Austria, România, Serbia și Ucraina.

## Titluri științifice
- 1986: Doctor în filologie al Universității „Eötvös Lóránd”, Budapesta.
- 2001: Doctor (PhD) în istorie al Universității „Babeș-Bolyai”, Cluj-Napoca[4]

## Distincții
- Premiul Eminescu din partea Editurii „Mihai Eminescu”,1994
- Premiul Pro Cultura Minoritatum Hungariae din partea Institutului Cultural Maghiar din Budapesta,2009
- Medalia Aniversară a Universității „Petru Maior” 1960-2010 din partea Universității „Petru Maior” din Tîrgu-Mureș, 2010
- Diploma Constantin Brâncuși acordată de Guvernul României, Departamentul pentru Românii de Pretutindeni, 2011
- Ordinul Meritul cultural în grad de Comandor acordat de Președintele României, 2011
- Medalia și diploma Pentru Micherechi, 2012
- Diplomă de onoare din partea Institutului Cultural Român din Budapesta, 2012
- Distincția Placheta de aur din partea Universității Vasile Goldiș din Arad, 2012[4]